# Maria Zandbang
Maria Zandbang, właśc. Maria Aniela z Wodzińskich Zandbangowa (ur. 2 listopada 1886, zm. 30 października 1972 w Laskach) – polska amazonka, jedna z prekursorek jeździectwa kobiecego w Polsce, rekordzistka Polski skoku na wysokość w damskim siodle.

## Życiorys
Jej ojciec Konrad Wodziński był absolwentem europejskich szkól jeździeckich. Prowadził stadninę koni i był właścicielem ujeżdżalni, zwanej tatersalem, zlokalizowanej przy ulicy Litewskiej w Warszawie.
Jej matka Maria z Kostrzewskich Wodzińska (1868-1938) była córką malarza Franciszka Kostrzewskiego (1826-1911). Organizowała zawody jeździeckie, brała udział w konkursach jeździeckich oraz uczyła kobiety i dziewczęta jazdy konnej. Krytycznie odnosiła się do norm społecznych, ograniczających uprawianie przez kobiety sportu. W 1893 roku wydała książkę Amazonka – Podręcznik jazdy konnej dla dam, w której zachęcała kobiety do uprawiania sportu i jazdy konnej. W 1910 roku w czasopiśmie „Wieś Ilustrowana” opublikowała artykuł zachęcający kobiety do jazdy konnej ze wskazówkami dotyczącymi zasad bezpieczeństwa i ubioru. Po I wojnie światowej uczyła francuskiego, angielskiego oraz jazdy konnej.
Wyszła za mąż młodo, za hodowcę koni Henryka Zandbanga, z pochodzenia Holendra, który został rozstrzelany przez Niemców podczas powstania warszawskiego. Maria trafiła najpierw do obozu przejściowego w Pruszkowie, z którego wywieziono ją do obozu koncentracyjnego w Ravensbrück. Po wojnie zamieszkała w Laskach, gdzie pracowała w biurze szkoły dla niewidomych dzieci. Do końca życia przebywała w szkole jako rezydentka. Zmarła 30 października 1972 roku; została pochowana na cmentarzu w Laskach.
Syn Marii i Henryka – Henryk Franciszek Zandbang (ur. 12 listopada 1905, zm. 16 maja 1936 w Mińsku Mazowieckim) porucznik 7 Pułku Ułanów Lubelskich, zginął tragicznie w czasie pełnienia służby oficera służbowego pułku, przypadkowo zastrzelony w koszarach. 19 marca 1937 został pośmiertnie mianowany rotmistrzem oraz odznaczony Srebrnym Krzyżem Zasługi i francuskim Krzyżem Oficerskim Orderu Czarnej Gwiazdy Beninu. Był współtwórcą fundacji im. porucznika Zandbanga. Do 1 września 2017 imię rotmistrza Zandbanga nosiła Szkoła Podstawowa w Stojadłach.

## Kariera
Zandbang jeździła konno od czwartego roku życia, z początku w męskim siodle. W 1911 wygrała pierwsze zawody amazonek zorganizowane przez Równieńskie Towarzystwo Wyścigów Konnych.
Występowała na licznych zawodach polskich i zagranicznych, zdobywając nagrody. W 1913 roku wygrała na ogierze Zeppelin międzynarodowy konkurs jeździecki dla pań im. Arcyksiężnej Austriackiej w Wiedniu. W tym samym roku Wilhelm Hohenzollern – następca tronu pruskiego – zorganizował dla niej bieg myśliwski w Sopocie oraz zaproponował własne konie do dyspozycji. W 1926 roku, podczas zawodów zorganizowanych przez 1 Pułk Szwoleżerów Józefa Piłsudskiego, pobiła rekord Polski skoku na wysokość w damskim siodle, uzyskując wynik 160 centymetrów, który nie został pobity do dziś. Sukcesy Marii spowodowały, że stała się bardzo popularna i rozpoznawana w szerokich kręgach. W 1913 roku Wojciech Kossak namalował obraz Amazonka – portret Marii Zandbang, przedstawiający Marię na jej klaczy o imieniu Alouette, na której wygrała swoje pierwsze zawody. Płótno znajduje się w zbiorach Muzeum Narodowego w Warszawie.
Działała w Klubie Sportowym Rodziny Wojskowej, w którym pełniła funkcję wiceprzewodniczącej dla miasta Warszawy. W 1936 roku jako pierwsza kobieta została przez Polski Związek Jeździecki odznaczona Honorową Odznaką Jeździecką.